# Tractat de Shimonoseki
El Tractat de Shimonoseki (japonès: 下関条約, "Shimonoseki Jōyaku"; xinès tradicional: 馬關條約, xinès simplificat: 马关条约, pinyin: Mǎguān Tiáoyuē) va ser un tractat de pau, signat entre la Xina i el Japó el 17 d'abril de 1895, que va posar fi a la Primera Guerra Sinojaponesa.
El tractat es va signar en el Pavelló de Shunpanrō, en la localitat japonesa de Shimonoseki, i va marcar el final de la conferència de pau entre el govern xinès de la dinastia Qing i el govern de l'Imperi japonès, que havia començat el 20 de març de 1895.
Les principals conseqüències del tractat van ser el traspàs de la sobirania sobre l'illa de Taiwan de la Xina al Japó i l'establiment d'un protectorat japonès sobre la península de Corea, en la qual Xina perdia tota la seva influència.

## Els termes del tractat
El tractat posava fi a la primera guerra sinojaponesa en favor del Japó, vencedor de la contesa. En aquest tractat, Xina reconeixia la independència de Corea i renunciava a qualsevol reivindicació territorial sobre aquest país que, en la pràctica, quedava sota influència japonesa. La Xina també cedia al Japó la península de Liaodong, que més tard es veuria forçada a cedir a Rússia, Jinzhou, extrem sud de la província de Liaoning, així com l'illa de Taiwan i l'arxipèlag de les Illes Pescadors. A més de les pèrdues territorials, Xina es comprometia a pagar al Japó 200 milions de taels (150 milions de dòlars d'aquesta època, equivalents a 8.600 tones de plata) i acceptava obrir diversos ports i rius al comerç internacional.

## Conseqüències
Rússia, Alemanya i França en pocs dies van establir la Triple Intervenció i van obligar el Japó a renunciar a la península de Liaodong a canvi d'altres 30 milions de taels de plata (equivalent a uns 450 milions de iens).
Per tal de recaptar els fons per al pagament de la indemnització la Xina es va acostar a França i Rússia per demanar préstecs, i aprofitant aquesta situació, el ministre de finances rus, Sergei Witte, va establir el Banc Russoxinès, que estava controlat pel govern rus, i va acceptar facilitar els préstecs.
Witte va prometre mantenir la integritat territorial xinesa i a canvi d'una aliança militar secreta contra una possible agressió futura per part de l'Imperi del Japó, a Rússia se li permetria utilitzar els ports xinesos per als seus vaixells de guerra i construir un ferrocarril a través de Heilongjiang i Jilin fins a Vladivostok a la costa del Pacífic. Amb la concessió del ferrocarril, el personal i la policia russos van rebre jurisdicció extraterritorial sobre grans porcions del nord-est de la Xina i el permís per estacionar tropes per protegir el ferrocarril. Els termes del Tractat Li-Lobanov de 1896 equivalen a l'annexió del nord-est de la Xina per part de Rússia en tot menys nom, i en lloc de protegir la Xina de les ambicions territorials japoneses, el tractat va obrir la porta cap a un major expansionisme rus en forma de la Convenció per a l'arrendament de la península de Liaotung en 1898, en la qual la Xina es va veure obligada a arrendar l'extrem sud de la península de Liaodong, amb Port Arthur a Rússia per vint-i-cinc anys, obtenint així un port d'aigua calenta per a la seva flota del Pacífic, i permetre un extensió del Ferrocarril oriental xinès que Rússia construiria des del nord de Harbin fins a la ciutat portuària de Dalian. Aquests esdeveniments van augmentar el sentiment anti-estranger a la Xina, que va arribar a un punt culminant en la rebel·lió dels bòxers de 1900.